# Họ Cá hiên
Họ Cá hiên hay họ Cá khiên (danh pháp khoa học: Drepaneidae, từ gốc tiếng Hy Lạp có nghĩa là cái liềm) là một họ cá, theo truyền thống xếp trong bộ Cá vược (Perciformes), nhưng gần đây được một số tác giả xếp trong bộ Ephippiformes.
Họ này chỉ chứa 1 chi (Drepane) và 3 loài. Chúng được tìm thấy trong khu vực biển thuộc Ấn Độ Dương và miền tây Thái Bình Dương, cũng như ở miền đông Đại Tây Dương gần châu Phi. Tên gọi khoa học Drepanidae đã từng được sử dụng trong quá khứ, nhưng một họ nhậy (bướm đêm) trong bộ Cánh vẩy (Lepidoptera) được ưu tiên sử dụng tên gọi này do có độ ưu tiên cao hơn (chiếm trước) và từ tháng 1 năm 1976 họ cá này được đổi tên khoa học thành tên gọi Drepaneidae như hiện nay.

## Các loài
- Drepane africana Osório, 1892 (đồng nghĩa: D. punctata africana Osório, 1892, D. punctata octofasciata Pellegrin, 1905): Cá hiên châu Phi
- Drepane longimana (Bloch & Schneider, 1801) (đồng nghĩa: D. longimanus Bloch & Schneider, 1801): Cá hiên vằn.
- Drepane punctata L., 1758 (đồng nghĩa: D. punctatus L., 1758): Cá hiên chấm, cá hiên hô

## Đặc điểm
Thân hình thoi khá cao, dẹp bên; chiều cao thân bằng chiều dài. Vảy tròn lớn. Mồm nhỏ, có thể kéo dài ra được. Có một vây lưng với một đoạn gồm 13-14 tia gai cứng và đoạn kế tiếp gồm 19-22 tia mềm liền nhau; đầu gốc vây lưng có một gai nhỏ hướng về trước. Vây ngực dài hơn đầu, cong hình lưỡi liềm. Vây hậu môn có 3 tia gai cứng và 17-19 tia mềm. Có 24 đốt sống. Không có tấm xương dưới ổ mắt. Hàm trên phô ra ở phần ngoại biên. Trên thân có một vệt đậm hay nhạt từ lưng xuống bụng. Chúng ăn các loài động vật không xương sống nhỏ. Người ta cũng cho rằng chúng là cá đẻ trứng ngoài biển. Drepane punctata và D. longimana chỉ khác biệt ở màu sắc bề ngoài chứ không phải theo hình thái học và có thể chỉ là một loài.
Cá lớn dài đến 40–50 cm, có giá trị kinh tế. Mùa đẻ vào tháng 4 - 8.

### Việt Nam
Ở vịnh Bắc Bộ có hai loài là cá hiên vằn và cá hiên chấm. Cá hiên vằn có sản lượng cao hơn. Sống rải rác ven bờ đông và tây vịnh Bắc Bộ; chủ yếu sống ở tầng giữa; ăn các loài động vật thân mềm, động vật chân đầu, tôm tép nhỏ, giun nhiều tơ. Chiều dài cá thường gặp khoảng 10 – 15 cm, có con dài 19–20 cm. Khai thác chủ yếu bằng lưới kéo.
Lưu ý rằng, cho tới gần đây một số tài liệu khoa học bằng tiếng Việt về họ cá này vẫn sử dụng danh pháp Drepanidae. Tuy nhiên, từ năm 1961 thì ICZN đã chính thức công nhận danh pháp Drepanidae Boisduval, 1828 cho một họ bướm, còn danh pháp chính thức cho họ cá này từ năm 1976 là Drepaneidae Gill, 1872 chứ không phải Drepanidae Gill, 1872.